# Azeitona
Azeitona (ou São Jorge) est une localité de Sao Tomé-et-Principe située au nord de l'île de Principe. C'est une ancienne roça.

## Population
Lors du recensement de 2012, 150 habitants y ont été dénombrés.

## Roça
C'est une ancienne dépendance de la roça Sundy.